# Sakura Tange
Sakura Tange (丹下 桜, Tange Sakura, nascida em 24 de março de 1973) é uma atriz, cantora e escritora japonesa nascida em Owari-ichinomiya. Ela é mais conhecida por fazer a voz da protagonista Sakura Kinomoto no anime Sakura Card Captors, e disse que a personagem "incorpora tudo que eu queria interpretar como atriz de voz".
Antes disso, foi a voz de alguns personagens da SNK, como Yuri Sakazaki na adaptação dramática em CD de The King of Fighters '94, Cham Cham no mesmo tipo de adaptação de Samurai Shodown II e Sakuta Mitsukoshi no jogo Money Puzzle Exchanger, do Neo Geo.

Tange e sua família ficaram fãs de animes, inicialmente, assistindo a Meu Amigo Totoro. Ela acabou vendo um programa de TV sobre seiyūs e, posteriormente, um anúncio para treinamento na área.
Tange já atuou como dubladora em animes, programas de rádio, jogos de computador e eventos ao vivo. Ela trabalhou para a Aoni Production e Konami, e se aposentou da dublagem por um período por volta de 2000, mas anunciou seu retorno como dubladora de animes em setembro de 2009.
Como cantora, lançou músicas sob vários nomes artísticos, incluindo Little Seraph, Angelic Alice, Angel e Sakura. Em 1999, cantou a música "Double Impact" junto com Ichiro Mizuki para o jogo de Nintendo 64 Goemon's Great Adventure.
Em 2015, trabalhou em um projeto de idols virtuais como cantora junto com um produtor da Vocaloid.
Em 2020, fez a voz da personagem Illya no anime Princess Connect! Re: Dive.
Tange também trabalhou no jogo Blue Archive fazendo a voz da personagem Renkawa Cherino. Ela pediu para ser afastada do papel em maio de 2022, mas ficou de forma provisória até 2024, quando as empresas aceitaram seu pedido.